# Železniční trať Valjevo–Loznica

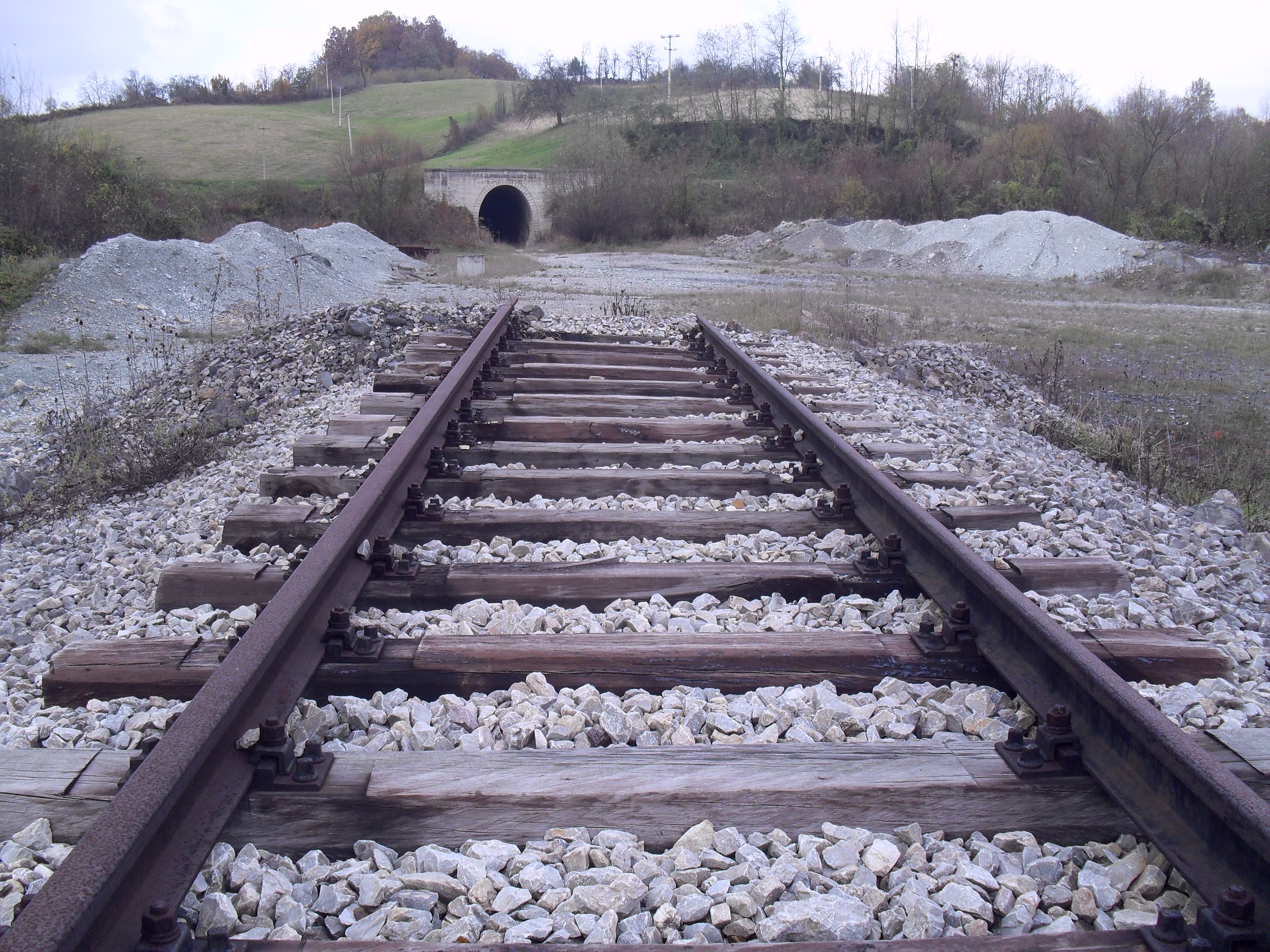
Nedokončený úsek u města Valjevska Kamenica.

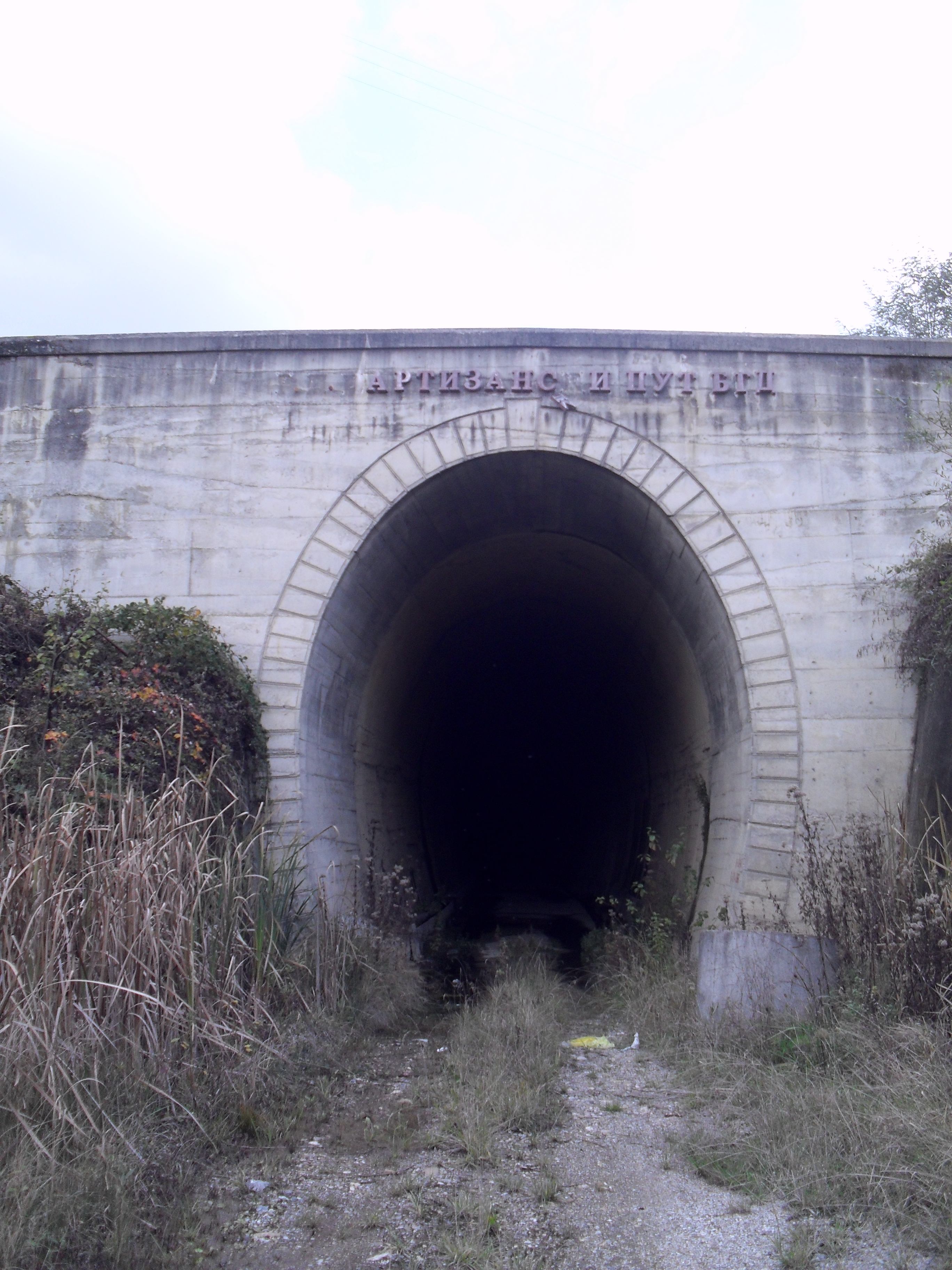
Tunel Trifković.

Železniční trať Valjevo–Loznica (srbsky Железничка пруга Ваљево–Лозница/Želznička pruga Valjevo–Loznica) se nachází v západním Srbsku. Trať nebyla nikdy dokončena. Měla zajistit lepší spojení severovýchodní části Bosny a Hercegoviny se zbytkem Srbska. Napojena měla být na trať Ruma–Zvornik na západním a na trať Bělehrad–Bar na východním konci. Trať měla mít rozchod kolejí 760 mm. Dlouhá měla být 68,1 km.
Trať je známá také jako válečná trať (srbsky Ратна пруга/Ratna pruga), vzhledem k tomu, že její výstavbu přerušily různé válečné konflikty.

## Historie
Myšlenka o spojení obou měst železnicí se objevila již v okamžiku rané fáze rozvoje železniční sítě v Srbsku, v roce 1886. Stanice ve Valjevu tehdy byla pro trať z Bělehradu konečnou. Rozhodnutí trať vybudovat padlo v předvečer první světové války. Francouzský investor tehdy získal koncesi na výstavbu trati. Stavební práce postupovaly poměrně rychle; byl vyražen tunel pod vrcholem Brđani, nedaleko Valjeva. Postaveny byly také pilíře mostu přes řeku Obnica. Vzhledem k vypuknutí konfliktu však byly stavební práce zastaveny. Rozhodnutí o obnově stavebních prací na trati padlo v roce 1941, nedlouho před začátkem druhé světové války.
Na trati se měly nacházet původně nacházet 3 tunely (Popare, 1991 m – částečně proražen, Trifković, 1719 m – zcela dokončen a Jovanja, 1600 m – částečně proražen). V horském terénu, kudy trať měla být vedena, mělo být zbudováno celkem 69 mostů. Řada z nich byla dokončena a dodnes slouží pro silniční dopravu. Celkem má být na trati tunelů devatenáct se souhrnnou délkou 10 km.
Po skončení konfliktu bylo provedeno několik ekonomických studií, které měly prověřit rentabilitu trati. Vzhledem k tomu, že se tento směru ukázal být jako ekonomicky ospravedlnitelný, byly stavební práce nejprve v roce 1990 a poté v roce 1998 a 1999 částečně obnoveny. Trať však nikdy nebyla dokončena. Počítalo se s maximální cestovní rychlostí 120 km/h a se stavebními náklady ve výši 250 milionů USD (s tím, že již pětinu se podařilo do finálního zastavení prací proinvestovat). Stavební práce probíhaly především na tunelech, byly však zastaveny kvůli bombardování a válce v Kosovu. 
Dokončení trati by zkrátilo dopravu zboží z Bosny a Hercegoviny do Severní Makedonie o 190 km. Očekávána je přeprava 800 000 lidí ročně a 3,5 milionů tun nákladu. Srbská vláda počítá s tím, že dojde k dokončení výstavby trati v budoucnu; pro stavbu si nechala zpracovat projektovou a technickou dokumentaci. V roce 2014 však rozhodla, že prioritní je rekonstrukce hlavní železniční trati mezi městy Stara Pazova a Novi Sad, a dokončení trati tak bylo odsunuto.

## Stanice
Stanice se měly nacházet v následujících obcích.
- Valjevo
- Pričević
- Valjevska Kamenica
- Osečina
- Mojković (u obce Bela Crkva)
- Draginac
- Lipnica
- Loznica